# Kaapcoaster 2300
Der Kaapcoaster 2300 ist ein Küstenmotorschiffstyp der niederländischen Werft Scheepswerf De Kaap in Meppel.

## Beschreibung
Der Antrieb erfolgt dieselelektrisch, im Unterschied zu dem sonst bei Küstenmotorschiffen üblichen dieselmechanischen Antrieb. Die Stromerzeugung erfolgt durch drei Sechszylinder-Dieselmotoren des Herstellers Volvo Penta (Typ: D 13 MG) mit jeweils 400 kW Leistung, die drei Generatoren des Herstellers Leroy-Somer antreiben. Als Notgenerator wurde ein Caterpillar-Generator (Typ: CAT C4.4 DI-T) verbaut. Die Propulsion erfolgt durch zwei Elektromotoren des Herstellers Leroy-Somer mit jeweils 375 kW Leistung. Die Motoren wirken über Untersetzungsgetriebe auf zwei Festpropeller. Der Schiffstyp ist mit einem elektrisch angetriebenen Bugstrahlruder mit 350 kW Leistung ausgerüstet. Durch den dieselelektrischen Antrieb mit zwei elektrischen Antriebsmotoren mit jeweils 375 kW Leistung soll der Schiffstyp verhältnismäßig weniger Treibstoff als ein vergleichbares Küstenmotorschiff mit dieselmechanischem Antrieb verbrauchen. Da der Schiffstyp mit zwei Antriebssträngen ausgestattet ist, kann einer abgeschaltet werden, wenn nur wenig Antriebsleistung benötigt wird, z. B. bei langsamer Fahrt oder der Fahrt flussabwärts mit der Strömung. Dies kann zu einer weiteren Kraftstoffeinsparung führen.
Die Decksaufbauten befinden sich im hinteren Bereich des Schiffstyps. Die Brücke ist von Deckshaus getrennt und hydraulisch in der Höhe verstellbar. Zur Unterquerung von Brücken können auch die Masten geklappt werden. Die Höhe des Schiffstyps beträgt mit heruntergefahrener Brücke und geklappten Masten im beladenen Zustand 5,3 m und in Ballast 6,1 m. Der Schiffstyp ist für den Betrieb mit fünf Besatzungsmitgliedern vorgesehen. Bei Bedarf kann eine weitere Person untergebracht werden.
Vor den Decksaufbauten befindet sich ein boxenförmiger Laderaum, der mit zehn Stapellukendeckeln verschlossen wird. Die Lukendeckel können mit einem Lukenwagen bewegt werden. Der Laderaum ist 60,6 m lang, 9 m breit und 6 m hoch. Er ist mit zwei Schotten ausgerüstet, die an 17 Positionen aufgestellt werden können. Werden die Schotten am Ende des Laderaums verstaut, verkürzt sich die nutzbare Länge des Laderaums auf 59,8 m. Die Tankdecke kann mit 15 t/m² belastet werden.
Der Schiffstyp ist für den Transport von Containern vorbereitet. Die Containerkapazität beträgt 78 TEU. 54 TEU finden im Raum, 24 TEU an Deck Platz.
Die Tharsis als bisher einziges Schiff des Typs wurde im Jahr 2020 zur Verringerung der Reibung des Schiffsrumpfes im Wasser mit einem Luftschmiersystem und 2021 mit einem ausfahrbaren Segelsystem zur Unterstützung des Antriebs ausgerüstet.

## Schiffe
| Kaapcoaster 2300 | Kaapcoaster 2300 | Kaapcoaster 2300 | Kaapcoaster 2300   | Kaapcoaster 2300   | Kaapcoaster 2300           |
| Bauname          | Baunr.           | IMO-Nummer       | Ablieferung        | Auftraggeber       | Umbenennungen und Verbleib |
| ---------------- | ---------------- | ---------------- | ------------------ | ------------------ | -------------------------- |
| Tharsis          | 253              | 9649196          | 28. September 2012 | Banier Scheepvaart | 2022: Ampere               |

Die Tharsis wurde unter der Flagge der Niederlande mit Heimathafen Delfzijl betrieben. Das Schiff war langfristig an das Duisburger Unternehmen Rhenus Maritime Services verchartert, das es im Liniendienst zwischen Häfen am Rhein (in erster Linie Duisburg) und dem Humber (in erster Linie Goole) einsetzte. 2022 wurde das Schiff an die lettische Reederei Baltnautic Shipping verkauft. Das Schiff fährt als Ampere unter der Flagge Lettlands.